# Члени ВУЦВК 9-го скликання
Всеукраїнський Центральний Виконавчий Комітет УСРР IХ скликання
10 травня 1925 року IХ Всеукраїнський з’їзд Рад УСРР обрав Центральний Виконавчий Комітет УСРР Х скликання в складі 300 членів і 91 кандидата.

### Члени ВУЦВК
| Прізвище, ім'я, по-батькові               | Посада | Примітки                                |
| ----------------------------------------- | --- | --------------------------------------- |
| Акулов Іван Олексійович                   | голова Всеукраїнської Спілки гірників                                                                                      |                                         |
| Амаль Ігор Германович ?                   | |                                         |
| Андреєв Дмитро Іванович                   | |                                         |
| Анськін Адольф Якович                     | начальник політичного відділу Чорноморського флоту                                                                         |                                         |
| Асаулюк (Айзатулін) Зіновій Васильович ?  | |                                         |
| Бабкін Кузьма Іванович                    | |                                         |
| Бадєєв Йосип Ісакович                     | відповідальний секретар Молдавського обласного комітету КП(б)У                                                             |                                         |
| Баликін Семен Панасович                   | |                                         |
| Балицький Всеволод Аполлонович            | голова ДПУ УСРР, народний комісар внутрішніх справ УСРР                                                                    |                                         |
| Барба Зінаїда Іванівна                    | |                                         |
| Безсонов Володимир Матвійович             | відповідальний секретар Одеського губернського комітету КП(б)У                                                             |                                         |
| Бейзак Мартин Зотович                     | |                                         |
| Бережна Ксенія (Оксана) Маркіянівна       | |                                         |
| Бєликов Яків Петрович ?                   | |                                         |
| Білий Василь Захарович                    | |                                         |
| Білов Олександр Васильович                | |                                         |
| Блакитний Василь Михайлович               | редактор газети «Вісти ВУЦВК»                                                                                              | помер 4 грудня 1925 року                |
| Бліндер Сергій Андрійович                 | |                                         |
| Боброва Марія Олімпівна                   | |                                         |
| Богуцький Володимир Никифорович           | голова Маріупольського окрвиконкому                                                                                        |                                         |
| Бойко Петро Дмитрович                     | голова Ізюмського окрвиконкому                                                                                             |                                         |
| Боровльов Семен Якович                    | |                                         |
| Бородай Олександр Дмитрович               | |                                         |
| Бройченко Василь Сергійович               | |                                         |
| Буздалін Сергій Феоктистович              | голова Київської губернської ради професійних спілок                                                                       |                                         |
| Булат Іван Лазарович                      | заступник голови Ради народних комісарів УСРР, заступник голови Економічної Ради УСРР                                      |                                         |
| Буценко Панас Іванович                    | секретар Президії ВУЦВК |                                         |
| Василенко ?                               | |                                         |
| Васильєв Тимофій Олексійович              | |                                         |
| Васильєва Мотрона Іванівна                | |                                         |
| Вележинський Йосип Мар’янович             | |                                         |
| Вершин Іван Дормидонтович                 | голова Луганського окрвиконкому                                                                                            |                                         |
| Височиненко Семен Дмитрович               | генеральний секретар ЦК ЛКСМУ                                                                                              |                                         |
| Вітебська Бетя Самійлівна                 | |                                         |
| Владимирський Михайло Федорович           | заступник голови Ради народних комісарів УСРР, голова Держплану УСРР                                                       |                                         |
| Власенко Степан Наумович                  | голова Чернігівського губвиконкому                                                                                         |                                         |
| Волков Василь Іванович                    | |                                         |
| Воробей Григорій Тихонович                | |                                         |
| Воробйов Г.П. ?                           | |                                         |
| Воробйов Іван Онисимович                  | завідувач Подільського губернського земельного відділу                                                                     |                                         |
| Воропаєв Олександр Гаврилович             | |                                         |
| Гаврилін Іван Дмитрович                   | голова Харківської губернської планової комісії, заступник голови Харківського губвиконкому                                |                                         |
| Гаврилов Іван Андрійович                  | голова Катеринославського губвиконкому                                                                                     |                                         |
| Гадось Антон Андрійович                   | голова Уманського окрвиконкому                                                                                             |                                         |
| Галушко Михайло Миколайович               | |                                         |
| Гаркавий Ілля Іванович                    | командир 8-го стрілецького корпусу                                                                                         |                                         |
| Гвоздецький Степан Павлович               | голова Кам'янецького (Кам'янець-Подільського) окрвиконкому                                                                 |                                         |
| Генкін (Зейферт) Олександр Борисович      | голова правління Вукоопспілки УСРР                                                                                         |                                         |
| Герасимов Микола Іванович ?               | завідувач позапланової інспекції Наркомату робітничо-селянської інспекції УСРР ?                                           |                                         |
| Гладка Оксана Іванівна                    | |                                         |
| Головченко Сава Тимофійович               | |                                         |
| Голубятніков Михайло Данилович            | голова Тульчинського окрвиконкому                                                                                          |                                         |
| Гольфельд Євгенія Юхимівна                | |                                         |
| Гонтаренко Кирило Леонтійович             | |                                         |
| Гончарук Степан Гнатович                  | |                                         |
| Гопнер Серафима Іллівна                   | завідувач агітаційно-пропагандистського відділу Харківського губкому КП(б)У                                                |                                         |
| Горбачов Омелян Григорович                | народний комісар праці УСРР                                                                                                |                                         |
| Гордійчук Максим Кирилович                | |                                         |
| Горлинський Кирило Іванович               | голова Білоцерківського окрвиконкому                                                                                       |                                         |
| Городиський Матвій Йосипович ?            | |                                         |
| Григоренко Павло Васильович               | |                                         |
| Григор'єв Петро Петрович                  | військовий командир 2-ї кавалерійської Чернігівської Червоного козацтва дивізії                                            |                                         |
| Гринько Григорій Федорович                | голова Київського губвиконкому та голова Київської міської ради                                                            |                                         |
| Гринько Степан Миколайович                | голова сільської ради |                                         |
| Грищенко ?                                | |                                         |
| Грязєв Іван Якович                        | секретар Партійної колегії Центральної контрольної комісії КП(б)У                                                          |                                         |
| Гулий Костянтин Макарович                 | голова Харківської губернської ради професійних спілок                                                                     |                                         |
| Гусак Яків Михайлович ?                   | |                                         |
| Давидюк Костянтин Олександрович           | |                                         |
| Дейнега Юхим Олександрович ?              | |                                         |
| Демченко Микола Нестерович                | відповідальний секретар Волинського губернського комітету КП(б)У                                                           |                                         |
| Дерикоза Гнат Якович                      | |                                         |
| Дзюба Кирило Абрамович                    | |                                         |
| Діюк Федір Северинович                    | |                                         |
| Дряпик Павло Йосипович                    | |                                         |
| Дубовий Іван Наумович                     | командира 14-го корпусу Українського військового округу                                                                    |                                         |
| Дудник Яким Минович                       | народний комісар землеробства УСРР                                                                                         |                                         |
| Єгоров Олександр Ілліч                    | командувач військ України та Криму (Українського військового округу)                                                       |                                         |
| Єсипенко Ніл Трохимович                   | |                                         |
| Єфимов Дмитро Іванович                    | народний комісар охорони здоров’я УСРР                                                                                     |                                         |
| Жицький Кіндрат Семенович                 | |                                         |
| Жуков І.Н. ?                              | |                                         |
| Завіцький Герман Михайлович               | завідувач промислової секції Народного комісаріату робітничо-селянської інспекції УСРР                                     |                                         |
| Затонський Володимир Петрович             | член Революційної військової ради і начальник політичного управління Українського військового округу                       |                                         |
| Зеленов Макар Дмитрович                   | |                                         |
| Зеленський Тимофій Петрович               | відповідальний секретар Червонозаводського райпарткому КП(б)У міста Харкова                                                |                                         |
| Знахаренко Володимир Аристархович         | |                                         |
| Золотарьов Олександр Йосипович            | уповноважений Народного комісаріату зовнішньої торгівлі СРСР при Раді народних комісарів УСРР                              |                                         |
| Зорін Андрій Миколайович ?                | керуючий справами ВУЦВК |                                         |
| Зубарєв С.І.                              | |                                         |
| Іванов Андрій Васильович                  | голова Одеського губвиконкому                                                                                              |                                         |
| Іванов Микита Іванович ?                  | |                                         |
| Іванов М.Г.                               | |                                         |
| Ісаєнко Трохим Кіндратович                | |                                         |
| Каганович Лазар Мойсейович                | генеральний секретар ЦК КП(б)У                                                                                             |                                         |
| Калганов Іван Петрович                    | |                                         |
| Калинкін Матвій Пилипович ?               | |                                         |
| Камбур’ян Марко Іванович                  | |                                         |
| Канблудов Андрій Миколайович              | |                                         |
| Карбач Сава Юхимович                      | |                                         |
| Касьян Яків Якович                        | голова Прилуцького окрвиконкому                                                                                            |                                         |
| Качинський (Орєшин) Володимир Максимович  | голова Херсонського окрвиконкому                                                                                           |                                         |
| Кацель Павло Вікторович                   | |                                         |
| Каширін Микола Дмитрович                  | заступник командувача військ Українського військового округу                                                               |                                         |
| Квятек Казимир Францович                  | командир і військовий комісар 99-ї стрілецької дивізії                                                                     |                                         |
| Кириченко Степан Дмитрович                | голова Первомайського окрвиконкому                                                                                         |                                         |
| Киричков Леонтій Федорович                | голова Конотопського окрвиконкому                                                                                          |                                         |
| Кіркіж Купріян Осипович                   | відповідальний секретар Харківського губернського комітету КП(б)У                                                          |                                         |
| Клименко Іван Євдокимович                 | 2-й секретар ЦК КП(б)У |                                         |
| Клочко Марія Трохимівна                   | |                                         |
| Кобзар Антоніна Тимофіївна ?              | |                                         |
| Козловський Станіслав Леонардович         | |                                         |
| Конишев Олександр Дмитрович               | |                                         |
| Коновалов Яків Миколайович                | |                                         |
| Кононенко Ілля Макарович                  | |                                         |
| Константинов Степан Іванович              | |                                         |
| Копп Олександр Петрович                   | |                                         |
| Корнєєв Ілля Ілліч                        | |                                         |
| Корнюшин Федір Данилович                  | секретар ЦК КП(б)У та завідувач організаційно-розподільного відділу ЦК КП(б)У                                              |                                         |
| Корольова ?                               | |                                         |
| Котик Марія Мартинівна                    | |                                         |
| Котовський Григорій Іванович              | командир 2-го кавалерійського корпусу                                                                                      | вбитий 6 серпня 1925 року               |
| Кошелєв Іван Михайлович                   | |                                         |
| Кремлянський Микола Олександрович         | |                                         |
| Кримський Агатангел Юхимович              | академік ВУАН |                                         |
| Крупко Семен Никифорович                  | голова Лубенського окрвиконкому                                                                                            |                                         |
| Кудрін Іван Михайлович                    | голова Одеського губвиконкому                                                                                              |                                         |
| Кузнецов Степан Матвійович                | народний комісар фінансів УСРР                                                                                             |                                         |
| Кузнецов Яків Петрович                    | голова Бердичівського окрвиконкому                                                                                         |                                         |
| Кузьменко Василь Денисович                | голова Київської губернської ради професійних спілок                                                                       |                                         |
| Кузьменко Павло Олександрович             | |                                         |
| Кукова Поліна Семенівна                   | |                                         |
| Кулебицький ?                             | |                                         |
| Кулешов Антон Феофанович                  | |                                         |
| Кухтін Микола Прохорович                  | |                                         |
| Кушнір Григорій Федорович                 | |                                         |
| Лакомий Іван Іполитович                   | |                                         |
| Лебідь Дмитро Захарович                   | голова Центральної контрольної комісії КП(б)У та народний комісар робітничо-селянської інспекції УСРР                      |                                         |
| Левкович Марія Остапівна                  | завідувач центрального відділу робітниць і селянок ЦК КП(б)У                                                               |                                         |
| Левченко Микола Іванович                  | керівник із вугільної промисловості                                                                                        |                                         |
| Левченко Федір Трохимович                 | |                                         |
| Легкий Володимир Степанович               | голова Чернігівського окрвиконкому                                                                                         |                                         |
| Лежевський Станіслав Казимирович ?        | |                                         |
| Лирьов Микита Іванович                    | голова Криворізького окрвиконкому                                                                                          |                                         |
| Лихачов Кузьма Васильович                 | |                                         |
| Лісовик Олександр Григорович              | голова Полтавського губвиконкому                                                                                           |                                         |
| Лобанов Михайло Іванович                  | член колегії Народного комісаріату внутрішньої торгівлі УСРР                                                               |                                         |
| Лотвін Матвій Олександрович               | |                                         |
| Луговий Василь Федорович                  | |                                         |
| Луценко Степан Кузьмич                    | голова Роменського окрвиконкому                                                                                            |                                         |
| Луцкевич Марко Денисович                  | |                                         |
| Любченко Панас Петрович                   | голова правління Всеукраїнської спілки сільськогосподарської кооперації «Сільський господар»                               |                                         |
| Ляліков Павло Семенович                   | |                                         |
| Ляпін Зиновій Федорович                   | відповідальний секретар Луганського окружного комітету КП(б)У                                                              |                                         |
| Макаров Іван Гаврилович ?                 | директор Катеринославського металургійного заводу імені Петровського Південсталі.                                          |                                         |
| Макаров Кузьма Микитович                  | голова Могилів-Подільського окрвиконкому                                                                                   |                                         |
| Маковський Володимир Матвійович           | професор Дніпропетровського гірничого інституту                                                                            |                                         |
| Максимов Костянтин Гордійович             | голова Вищої Ради Народного Господарства (ВРНГ) УСРР, заступник голови Ради народних комісарів УСРР                        |                                         |
| Малий Яків Максимович                     | |                                         |
| Мануйленко Олександр Іларіонович          | голова Зінов’євського окрвиконкому                                                                                         |                                         |
| Маркітан Павло Пилипович                  | відповідальний секретар Подільського губернського комітету КП(б)У.                                                         |                                         |
| Марков Костянтин Іванович                 | |                                         |
| Маціненко Михайло Тихонович ?             | відповідальний секретар партійної колегії Київської губернської контрольної комісії                                        |                                         |
| Медведєв Олексій Васильович               | відповідальний секретар Катеринославського губернського комітету КП(б)У                                                    |                                         |
| Мединський Павло Тимофійович              | |                                         |
| Мерц Йоган Готгардтович                   | |                                         |
| Мироненко Володимир Юхимович              | |                                         |
| Михеєнко Дмитро Олександрович             | відповідальний секретар Артемівського окружного комітету КП(б)У                                                            |                                         |
| Мірошниченко Іван Григорович              | |                                         |
| Мішок Митрофан Тимофійович                | |                                         |
| Мойсеєнко Костянтин Васильович            | відповідальний секретар Сталінського окружного комітету КП(б)У                                                             |                                         |
| Молдаван Гнат Каленикович                 | |                                         |
| Музиченко Іван Іванович                   | |                                         |
| Мулін Валентин Михайлович                 | командир і військовий комісар 7-го стрілецького корпусу                                                                    |                                         |
| Мусін Хонон Ізраїльович ?                 | |                                         |
| Мусульбас Іван Андрійович                 | завідувач організаційного відділу Всеукраїнської ради професійних спілок                                                   |                                         |
| Муценек Ян Янович                         | голова Катеринославської губернської Контрольної Комісії                                                                   |                                         |
| М'якотенко Михайло Григорович             | |                                         |
| Набок Пилип Тимофійович                   | |                                         |
| Нагорний Іван Остапович                   | голова Старобільського окрвиконкому                                                                                        |                                         |
| Налімов Михайло Миколайович               | голова Черкаського окрвиконкому                                                                                            |                                         |
| Наріжний Ілля Миколайович                 | |                                         |
| Непокупний Порфирій Дем’янович ?          | |                                         |
| Нємцов Борис Іванович ?                   | |                                         |
| Новиков Андрій Йосипович                  | заступник голови Подільського губвиконкому                                                                                 |                                         |
| Новиков Михайло Єфремович ?               | |                                         |
| Нойко Іван Петрович                       | |                                         |
| Овчаренко Ольга Іванівна                  | |                                         |
| Огій Яків Родіонович                      | голова Полтавського окрвиконкому                                                                                           |                                         |
| Огністова Катерина Никифорівна            | |                                         |
| Олександров Іван Олександрович            | уповноважений Народного комісаріату шляхів СРСР по УСРР                                                                    |                                         |
| Онищенко Павло Іванович                   | голова Запорізького окрвиконкому                                                                                           |                                         |
| Осадчий Микола Семенович                  | голова Шепетівського окрвиконкому                                                                                          |                                         |
| Партика Григорій Олексійович              | |                                         |
| Пасічник Іван Арсентійович                | |                                         |
| Пахомов Яків Захарович                    | голова Мелітопольського окрвиконкому                                                                                       |                                         |
| Пашковський Парфентій Георгійович ?       | |                                         |
| Пеклун Трохим Федорович                   | |                                         |
| Петренко Панас Дмитрович ?                | |                                         |
| Петренкова Наталія Федорівна ?            | |                                         |
| Петров Михайло Якович                     | |                                         |
| Петровський Григорій Іванович             | голова Всеукраїнського Центрального Виконавчого Комітету (ВУЦВК)                                                           |                                         |
| Петровський Данило Іванович               | постійний представник РНУ УСРР при РНК СРСР                                                                                |                                         |
| Пилюгін Павло Юхимович                    | |                                         |
| Писанка Костянтин Кіндратович ?           | |                                         |
| Підгорний Артем Пилипович                 | |                                         |
| Погрібний Андрій Захарович                | |                                         |
| Познанський Яків Мойсейович               | народний комісар соціального забезпечення УСРР                                                                             |                                         |
| Полоз Михайло Миколайович                 | заступник голови Держплану УСРР                                                                                            |                                         |
| Поляков Василь Васильович                 | голова правління Південного машинобудівного тресту                                                                         |                                         |
| Поляков Никифор Іванович                  | голова Кременчуцького окрвиконкому                                                                                         |                                         |
| Попов Микола Миколайович                  | завідувач агітаційно-пропагандистського відділу ЦК КП(б)У.                                                                 |                                         |
| Порайко Василь Іванович                   | голова Укрсільбанку |                                         |
| Порун Марія Григорівна                    | |                                         |
| Постишев Павло Петрович                   | відповідальний секретар Київського губернського комітету КП(б)У                                                            |                                         |
| Потерлевич Іван Климович ?                | |                                         |
| Пріхненко Нестор Федорович ?              | |                                         |
| Проник Катерина Михайлівна                | |                                         |
| Протасенко Петро Михайлович               | |                                         |
| Пучко Мина Карпович                       | |                                         |
| Радченко Андрій Федорович                 | відповідальний секретар Донецького губернського комітету КП(б)У                                                            |                                         |
| Радченко Григорій Титович                 | |                                         |
| Ракітов Григорій Давидович                | відповідальний секретар Полтавського губернського комітету КП(б)У                                                          |                                         |
| Ремез Семен Мефодійович                   | |                                         |
| Ремейко Олександр Георгійович             | голова Волинського губвиконкому                                                                                            |                                         |
| Рейхель Михайло Йосипович                 | заступник народного комісара юстиції і генерального прокурора УСРР                                                         |                                         |
| Рибалко Яків Степанович                   | |                                         |
| Рисавій Едуард Іванович ?                 | |                                         |
| Ролоф Станіслав Генріхович                | |                                         |
| Романчук Катерина Василівна               | |                                         |
| Руденко Пелагія Андріївна ?               | |                                         |
| Руттер Олександр Михайлович               | голова Проскурівського окрвиконкому                                                                                        |                                         |
| Рухимович Мойсей Львович                  | керівник «Донвугілля», голова Вищої Ради Народного Господарства УСРР                                                       |                                         |
| Самойлов Олександр Митрофанович           | голова Сумського окрвиконкому                                                                                              |                                         |
| Сапон Тихон Матвійович                    | |                                         |
| Сачко Никифор Дорофійович                 | |                                         |
| Свистун Пантелеймон Іванович              | голова Київської губернської планової комісії                                                                              |                                         |
| Сенігов Костянтин Григорович ?            | |                                         |
| Сингаївський Петро Йосипович              | |                                         |
| Сиволап Полікарп Пилипович                | голова Миколаївського окрвиконкому                                                                                         |                                         |
| Скворець ?                                | |                                         |
| Скрипник Микола Олексійович               | народний комісар юстиції УСРР та генеральний прокурор УСРР                                                                 |                                         |
| Слинько Іван Федотович                    | голова Подільського губвиконкому                                                                                           |                                         |
| Сліпенький Федір Архипович                | |                                         |
| Смирнов Михайло Ілліч                     | голова Катеринославської окружної ради професійних спілок                                                                  |                                         |
| Совцов Яків Савич                         | |                                         |
| Сокольчик С.К. ?                          | |                                         |
| Сотник Дмитро Іванович ?                  | |                                         |
| Старєва ?                                 | |                                         |
| Старий Григорій Іванович                  | голова ЦВК Молдавської АРСР                                                                                                |                                         |
| Стаханов Георгій Йосипович ?              | |                                         |
| Степанов Василь Устинович ?               | |                                         |
| Степанов Сергій Олександрович             | головний інженер Миколаївського суднобудівного заводу імені Марті                                                          |                                         |
| Стоянов Володимир Степанович              | |                                         |
| Стрілець Антон Лаврентійович              | голова Глухівського окрвиконкому                                                                                           |                                         |
| Строєв Олександр Іванович                 | |                                         |
| Суходуб Вакула Іванович                   | |                                         |
| Сухомлин Кирило Васильович                | заступник голови Центральної контрольної комісії КП(б)У і заступник народного комісара робітничо-селянської інспекції УСРР |                                         |
| Сухомлин Семен Хомич                      | |                                         |
| Табаков Зіновій Якович                    | голова Житомирського окрвиконкому                                                                                          |                                         |
| Таран Пилип Андрійович                    | |                                         |
| Таран Сава Дмитрович                      | відповідальний секретар Чернігівського губернського комітету КП(б)У                                                        |                                         |
| Тараненко Корній Семенович                | голова Всеукраїнської профспілки сільськогосподарських і лісових робітників                                                |                                         |
| Татько Пилип Петрович                     | завідувач відділу покращення державного апарату Народного комісаріату робітничо-селянської інспекції УСРР                  |                                         |
| Тетерєв Микита Михайлович                 | |                                         |
| Терехов Роман Якович                      | заступник голови Центральної Контрольної Комісії КП(бУ - заступник народного комісара робітничо-селянської інспекції       |                                         |
| Тернова Оксана Петрівна                   | |                                         |
| Тихонов Леонтій Юхимович                  | |                                         |
| Ткаченко Родіон Прокопович                | |                                         |
| Томасевич Олександр Іванович              | |                                         |
| Угаров Федір Якович                       | голова Всеукраїнської ради профспілок (ВУРПС)                                                                              |                                         |
| Фабриціус Яніс Фріцович                   | командир 17-го стрілецького корпусу                                                                                        |                                         |
| Федоров ?                                 | |                                         |
| Федотов Костянтин Якович                  | голова Харківського губвиконкому                                                                                           |                                         |
| Фоменко Іван Іванович                     | |                                         |
| Фомичова Мотрона Никифорівна              | |                                         |
| Хорунжий Захар Максимович                 | |                                         |
| Черенов Дмитро Петрович                   | |                                         |
| Черепінська Ганна Іванівна                | |                                         |
| Чернецов Іван Андрійович                  | |                                         |
| Чернов Михайло Олександрович              | народний комісар внутрішньої торгівлі УСРР                                                                                 |                                         |
| Чубар Влас Якович                         | голова Ради народних комісарів УСРР                                                                                        |                                         |
| Чубін Яків Абрамович ?                    | |                                         |
| Шавлак Дмитро Григорович                  | |                                         |
| Шафранов Ш.Л. ?                           | |                                         |
| Швед Станіслав Карлович                   | |                                         |
| Шебло Роман Максимович                    | |                                         |
| Шило Лев Васильович                       | |                                         |
| Шкадінов Микола Іванович                  | голова Сталінського окрвиконкому                                                                                           |                                         |
| Шліхтер Олександр Григорович              | уповноважений Народного комісаріату закордонних справ СРСР при РНК УСРР                                                    |                                         |
| Шмідт Дмитро Аркадійович ?                | начальник 5-ї Української кавалерійської школи РСЧА                                                                        |                                         |
| Шпаковський Никифор Іванович              | |                                         |
| Штромбах Ярослав Антонович                | |                                         |
| Шумський Олександр Якович                 | народний комісар освіти УСРР                                                                                               |                                         |
| Щербина (Щербінська) Євгенія Трохимівна ? | |                                         |
| Юдін ?                                    | |                                         |
| Яворський Матвій Іванович ?               | завідувач історичного відділу Українського інституту марксизму                                                             |                                         |
| Якуба Лука Миколайович (Никонович) ?      | |                                         |
| Яровенко Яків Васильович                  | |                                         |
| Яценко Гаврило Панасович                  | |                                         |
| Конотоп Віктор Якович                     | завідувач організаційно-інструкторського відділу ВУЦВК                                                                     | переведений із кандидатів у члени ВУЦВК |

### Кандидати в члени ВУЦВК
| Прізвище, ім'я, по-батькові              | Посада | Примітки                    |
| ---------------------------------------- | --- | --------------------------- |
| Авксентієвський Костянтин Олексійович    | |                             |
| Амосов Петро Пилипович                   | відповідальний секретар Зінов'євського окружного комітету КП(б)У                                             |                             |
| Анічкін Никифор Іванович                 | |                             |
| Антосяк Федір Кононович                  | села Мокра Молдавської АСРР                                                                                  |                             |
| Багінський Петро Іванович                | відповідальний секретар Центрального правління Всеукраїнської профспілки залізничників                       |                             |
| Барабанов Гнат Терентійович ?            | |                             |
| Баранова Марфа Дорофіївна ?              | |                             |
| Березін Олександр Йосипович              | відповідальний секретар Миколаївського окружного комітету КП(б)У                                             |                             |
| Бесєдовський Григорій Зіновійович        | на дипломатичній роботі                                                                                      |                             |
| Біляєва Марія Кирилівна                  | |                             |
| Блеєр Аполлон Дмитрович                  | відповідальний секретар Лубенського окружного комітету КП(б)У                                                |                             |
| Бойченко Михайло Григорович              | |                             |
| Будаєв Павло Антонович                   | голова Всеукраїнського комітету Спілки харчовиків                                                            |                             |
| Варелас Герасим Панасович                | відповідальний секретар Чернігівського окружного комітету КП(б)У                                             |                             |
| Вернигора Кирило Маркович                | голова Луганського окружного бюро професійних спілок                                                         |                             |
| Владимиров Володимир Борисович           | відповідальний секретар Кременчуцького окружного комітету КП(б)У                                             |                             |
| Гайдамака Василь Іванович ?              | |                             |
| Генак Тимофій Олександрович              | завідувач тарифно-економічного відділу Всеукраїнської ради профспілок (ВУРПС)                                |                             |
| Герасимов Микола Іванович ?              | завідувач позапланової інспекції Наркомату робітничо-селянської інспекції УСРР                               |                             |
| Горбань Михайло Карпович                 | відповідальний секретар Кам'янецького (Кам'янець-Подільського) окружного комітету КП(б)У                     |                             |
| Гребенюк Мефодій Микитович               | |                             |
| Дмитрієв Сергій Дмитрович ?              | |                             |
| Драгомирецький Антін Григорович          | член правління Українського тресту сільськогосподарського будівництва                                        |                             |
| Дубик Сазон Назарович                    | |                             |
| Євсєєв Павло Васильович                  | Політичне управління Українського військового округу ?                                                       |                             |
| Єрмоленко Панас Максимович               | відповідальний секретар Мелітопольського окружного комітету КП(б)У                                           |                             |
| Єрмощенко Веніамін Йосипович             | керівник Всеукраїнської державної будівельної контори «Укрдержбуд»                                           |                             |
| Зайцев Федір Іванович                    | секретар Партійної колегії Центральної Контрольної Комісії КП(б)У                                            |                             |
| Замкова ?                                | |                             |
| Івонін Василь Спиридонович ?             | |                             |
| Каган Овсій Ізраїльович ?                | |                             |
| Карлсон Карл Мартинович                  | заступник голови ДПУ УСРР                                                                                    |                             |
| Каттель Михайло Абрамович                | заступник народного комісара фінансів УСРР                                                                   |                             |
| Кельмансон Анатолій Ізраїльович          | заступник народного комісара фінансів УСРР                                                                   |                             |
| Кізенко Устим Федорович                  | |                             |
| Козачков Дмитро Ілліч                    | |                             |
| Козько Володимир Іванович                | |                             |
| Конотоп Віктор Якович                    | завідувач організаційно-інструкторського відділу ВУЦВК                                                       | переведений до членів ВУЦВК |
| Копил Олександр Іванович                 | |                             |
| Корнієвський Тихон Пантелеймонович       | завідувач організаційного відділу ВУРПС                                                                      |                             |
| Косило Іван Петрович                     | |                             |
| Котельников Петро Максимович             | відповідальний секретар Запорізького окружного комітету КП(б)У                                               |                             |
| Кристаловський Йосип Олександрович       | голова Одеської окружної контрольної комісії – робітничо-селянської інспекції                                |                             |
| Кубасов Борис Васильович                 | відповідальний секретар Харківського окружного комітету КП(б)У                                               |                             |
| Лашевич Аркадій Михайлович               | |                             |
| Леплевський Ізраїль Мойсейович           | начальник Подільського губернського відділу ДПУ                                                              |                             |
| Мазлах Сергій Михайлович                 | начальник Центрального статистичного управління при РНК УСРР                                                 |                             |
| Мазуренко Семен Іванович                 | |                             |
| Макаревич Омелян Андрійович              | голова Всеукраїнського комітету радянських торговельних службовців                                           |                             |
| Максимович Карпо Авксентійович           | секретар Закордонного бюро допомоги КПЗУ                                                                     |                             |
| Маркелов Михайло Іванович                | |                             |
| Маслов Олексій Матвійович                | ректор Харківського технологічного інституту                                                                 |                             |
| Матяш Костянтин Олексійович              | |                             |
| Михайлик Михайло Васильович              | голова Верховного суду УСРР                                                                                  |                             |
| Мізерницький Олександр Михайлович        | голова Всеукраїнської профспілки робітників просвіти                                                         |                             |
| Могильна Катерина Гаврилівна             | |                             |
| Музика Бібіанна Олександрівна            | |                             |
| Ніколаєвський Лев Соломонович            | уповноважений Цукротресту по УСРР                                                                            |                             |
| Огурцова Пелагея Григорівна              | |                             |
| Одинцов Олександр Васильович             | |                             |
| Пасько Катерина Нестерівна               | |                             |
| Перекатов Іван Григорович                | уповноважений Південного бюро ЦК Спілки робітників хімічної промисловост                                     |                             |
| Плахотников Андріан Іванович             | заступник народного комісара праці УСРР                                                                      |                             |
| Повелиця Михайло Пантелеймонович         | |                             |
| Погрібний Спиридон Іванович ?            | |                             |
| Подвєсний І.Р. ?                         | |                             |
| Покко Сильвестр Іванович                 | голова Волинської губернської контрольної комісії — робітничо-селянської інспекції                           |                             |
| Пономаренко Федір Андрійович ?           | |                             |
| Попов Микола Степанович ?                | |                             |
| Попов Павло Іванович                     | начальник управління землеустрою і меліорації Народного комісаріату землеробства УСРР                        |                             |
| Портенко (Перетятько Федір Омелянович) ? | |                             |
| Пуцято Савелій Семенович                 | |                             |
| Рибак Семен Якович                       | |                             |
| Ряппо Ян Петрович                        | заступник народного комісара освіти УСРР                                                                     |                             |
| Сапов Іван Андрійович                    | відповідальний секретар Херсонського окружного комітету КП(б)У                                               |                             |
| Семковський Семен Юлійович               | академік, керівник кафедри філософії Всеукраїнської асоціації марксистсько-ленінських інститутів (ВУАМЛІН)   |                             |
| Синьков Костянтин Михайлович             | уповноважений Народного комісаріату пошт і телеграфів СРСР при РНК УСРР                                      |                             |
| Скарбек Болеслав Владиславович           | завідувач польського бюро Київського окружного комітету КП(б)У, редактор газети «Пролетарська правда» (Київ) |                             |
| Смирнов Іван Олександрович               | |                             |
| Смішний (Смєшнов) Гнат Іванович          | |                             |
| Смоловик Яків Григорович                 | |                             |
| Солодуб Петро Кирилович                  | член колегії Народного комісаріату фінансів УСРР                                                             |                             |
| Суханов Олександр Никифорович            | відповідальний секретар Черкаського окружного комітету КП(б)У                                                |                             |
| Тарабрін Степан Якович                   | відповідальний секретар Житомирського окружного комітету КП(б)У                                              |                             |
| Тертичний Іван Іванович                  | |                             |
| Тьомкін Марк Мойсейович                  | відповідальний секретар Бердичівського окружного комітету КП(б)У                                             |                             |
| Федоров Яків Костянтинович ?             | |                             |
| Чувирін Михайло Євдокимович              | відповідальний секретар Криворізького окружного комітету КП(б)У                                              |                             |
| Чугунов Андрій Миколайович               | |                             |
| Хвиля Андрій Ананійович                  | заступник завідувача агітаційно-пропагандистського відділу ЦК КП(б)У                                         |                             |
| Яковенко Йосип Лукович                   | |                             |

10 травня 1925 року головою Всеукраїнського Центрального Виконавчого Комітету УСРР обраний Петровський Григорій Іванович, секретарем ВУЦВК УСРР обраний Буценко Панас Іванович. 
Обрані членами Президії ВУЦВК УСРР: Петровський Григорій Іванович, Буценко Панас Іванович, Угаров Федір Якович, Владимирський Михайло Федорович, Шумський Олександр Якович, Булат Іван Лазарович, Затонський Володимир Петрович, Совцов Яків Савич, Каганович Лазар Мойсейович, Скрипник Микола Олексійович, Поляков Василь Васильович, Мусульбас Іван Андрійович, Шліхтер Олександр Григорович, Гаврилін Іван Дмитрович, Лебідь Дмитро Захарович, Якуба Лука Миколайович, Пучко Мина Карпович.
Кандидатами у члени Президії ВУЦВК обрані: Лобанов Михайло Іванович, Корнюшин Федір Данилович, Дудник Яким Минович,  Кузнецов Степан Матвійович, Сухомлин Кирило Васильович.